# 조너선 아스프로포타미티스
조너선 아스프로포타미티스(영어: Jonathan Aspropotamitis, 1996년 6월 7일 ~ )는 오스트레일리아의 축구 선수이다. 포지션은 센터백, 중앙 미드필더이다. 현재 포항 스틸러스 소속이다. K리그 등록명은 아스프로이다.

## 수상

### 구단

#### 포항 스틸러스
- 코리아컵
  - 우승 1회 : 2024